# 松井宏夫
松井 宏夫（まつい ひろお、1951年5月22日 - ）は、日本のジャーナリスト、放送作家。富山県南砺市（旧東礪波郡福野町）出身。専門分野は予防医学、医学マスコミ論。

## 来歴
- 1974年、中央大学商学部卒業[1]。日本ドキュメントフィルムの映画助監督、『週刊サンケイ』の記者を経て、フリーのジャーナリストになる。
- フリー転進後は、主に最先端医療における問題を精力的に取り組む。
- この他に糖尿病や癌においての予防や解説も専門としている。
- また、エイズワクチンにおいては1998年にスクープをしている。現在は日本医学ジャーナリスト幹事。

## 主な活動履歴

### テレビ
- 最終警告!たけしの本当は怖い家庭の医学（朝日放送）
- 医者がすすめる専門医（BS-TBS、解説）
- おもいッきりイイ!!テレビ（日本テレビ）
- 報道ライブ インサイドOUT (BSイレブン、2019年9月19日、12月19日)

### ラジオ
- 上田利治の朝からどうでっか（健康食品通信販売会社バイオサプリのインフォマーシャル、全国ネット）
- 松井宏夫の健康百科（文化放送、『笑顔でおは天!!』に内包）
- 松井宏夫の毎日笑顔!元気塾
- 『森本毅郎・スタンバイ!』内「話題のアンテナ 日本全国8時です」（TBSラジオ）2015年10月5日放送分から2020年3月23日まで月曜日レギュラーゲスト。それまでは火曜日(2014年10月7日-2015年9月29日)のレギュラーゲストだった。

### 連載等
- この病気にこの名医（日刊スポーツ）

### 著書
- 全国名医・病院徹底ガイド（主婦と生活社）
- ガンにならない体質づくり80の予防法（主婦と生活社）
- この病気にこの名医（主婦と生活社）
- 高くても受けたい最新の検査ガイド（中経出版）